# Ентолома жовтувато-сиза отруйна
Ентолома жовтувато-сиза отруйна (Entoloma sinuatum (Bull.) P.Kumm., Entoloma lividum (Bull. ex St.Amans) Quél.)
З родини ентоломових — Entolomaceae.

## Будова
Шапинка 5—15(20) см у діаметрі, дуже товстощільном'ясиста, напівкуляста, подушкоподібна або опуклорозпростерта, з рівним, опущеним краєм, брудно-біла, кремово-світло-сіра, кольору шкіри, жовтувато- або коричнювато-сіра; спочатку клейкувата, згодом суха, блискуча, гола або тонковолокниста. Шкірка тонка, знімається легко. Пластинки прирослі, широкі, зеленувато-білуваті, пізніше брудно-жовтувато-рожеві, рожеві. Спори 8-10,5 X 7-8 мкм, або кутасто-овальні. Ніжка 3(4)— 8(12) X 1—4(5) см, біля основи іноді потовщена, біла, вгорі борошниста, нижче гола, притиснуто-волокниста, іноді дрібнолуската, щільна, пізніше з порожниною. М'якуш щільний, блискучо-білий, свіжий із запахом борошна (з інших джерел огірка), при підсиханні запах дуже неприємний, смак приємний.

## Життєвий цикл
Плодові тіла з'являються у травні — червні.

## Поширення та середовище існування
Поширений у Прикарпатті. Росте у цілинних степах, зрідка у листяних (дубових, букових) лісах.

## Практичне використання
Дуже небезпечний отруйний гриб. Викликає діарею, сильну блювоту, біль у животі.